# بیمارستان همگانی
بیمارستان همگانی (انگلیسی: Community hospital) ممکن است صرفاً نوعی نام‌گذاری خاص در عنوانِ بیمارستان باشد، یا آنکه معنای اختصاصی و فنی داشته باشد. اگر معنای فنی مدِ نظر باشد، بیمارستان همگانی به بیمارستانی گفته می‌شود که خدمات عمومی یا تخصصی مراقبت سلامت خود را، به عموم مردم ارائه نموده و برای همگان در دسترس است. این خدمات معمولاً کوتاه‌مدت و مقرون‌به‌صرفه است و تمرکزش بر پیشگیری از وقوع بیماری‌هاست، نه فقط درمان آنها. واژهٔ community را به معنای مکان قرارگیری بیمارستان هم به کار می‌برند که مقصود «محله‌ای»، «منطقه‌ای» یا «اجتماعی» است.

## در ایالات متحده آمریکا
در ایالات متحده آمریکا، «انجمن بیمارستان‌های آمریکا» این عبارت (بیمارستان همگانی) را به صورت «تمام بیمارستان‌های غیرفدرال، کوتاه‌مدت، عمومی یا تخصصی» تعریف می‌کند. سازمان‌های رتبه‌بندی بیمارستان‌ها معتقدند که بیمارستان‌های آموزشی جزء بیمارستان‌های اجتماعیِ همگانی طبقه‌بندی نمی‌شوند. برخی سازمان‌ها، این عبارت را برای آن دسته از مراکز درمانی به‌کار می‌برند که به‌طور مستقل اداره شده و به منطقهٔ جغرافیایی خاصی خدمت‌رسانی می‌کنند؛ بنابراین یک تعریف ابتدایی است که بیمارستان همگانی، بیمارستانی است که یک محله یا منطقهٔ خاص را پوشش می‌دهد، توسط مسئولان همان منطقه اداره می‌شود و فرصت‌هایی برای اقتصاد آن ناحیه ایجاد می‌کند. بیمارستان همگانی ممکن است شهری یا خارج شهری (روستایی، یا در مناطق دورافتاده) باشد.

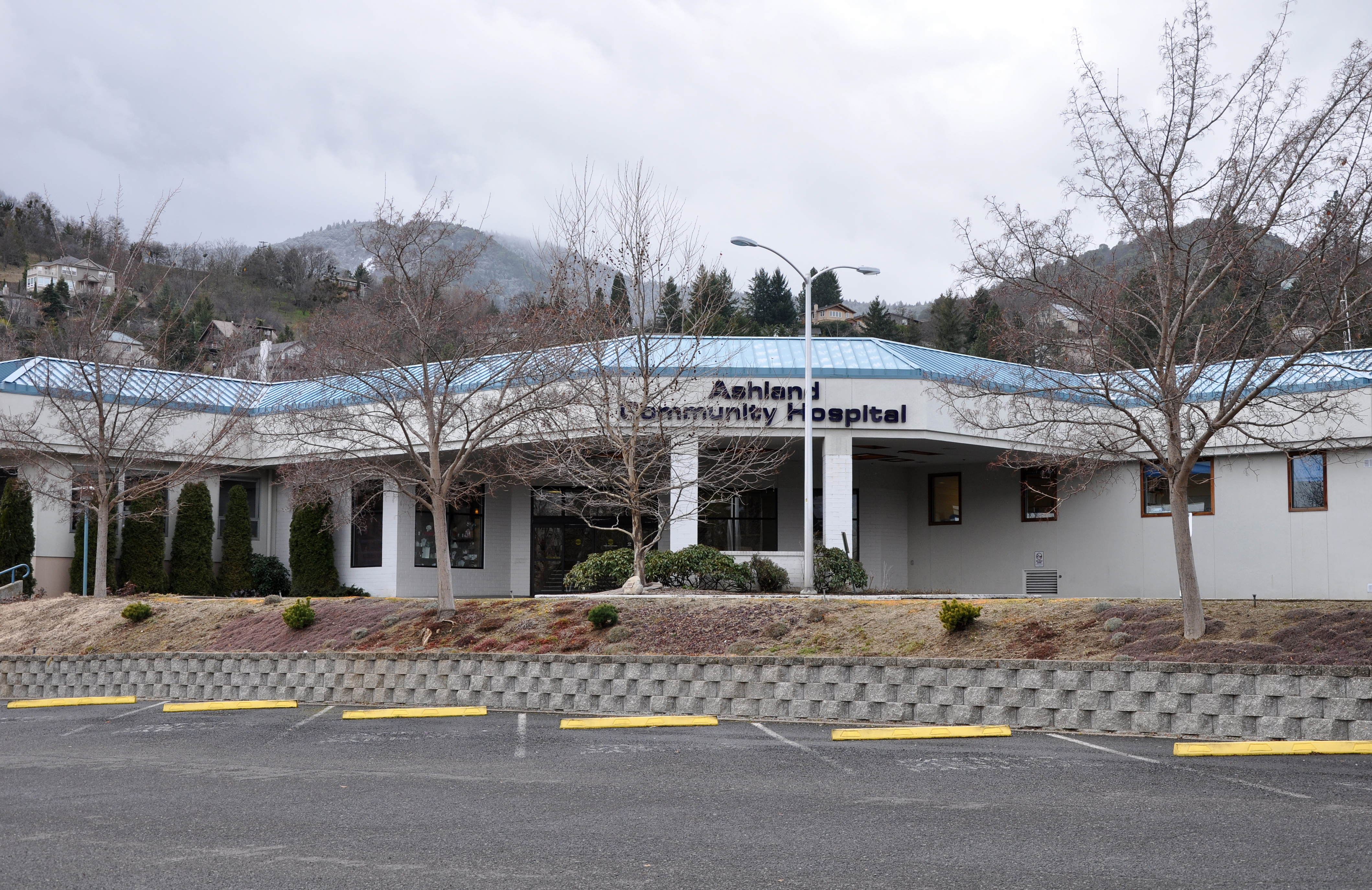
بیمارستان ارتباطات اشلند